# فهرست پرجمعیت‌ترین شهرهای اتحادیه اروپا بر پایه جمعیت منطقه شهری
در زیر لیستی از بزرگترین شهرهای اتحادیه اروپا با توجه به جمعیت در محدوده شهری خود آورده شده‌است. همه شهرهای ذکر شده دارای بیش از ۵۰۰ هزار نفر جمعیت هستند. این فهرست، به‌طور ویژه به مناطق درون محدوده اداری شهر (برخلاف مناطق کلان‌شهری) می‌پردازد که عموماً از نظر جمعیت بیشتر از شهر اصلی هستند.
با توجه به تعاریف مختلف منطقه شهری در کشورهای مختلف، ممکن است این لیست دیدگاه دقیقی از مقایسه جمعیت مناطق شهری ارائه ندهد و با ارقام موجود در لیست باید با احتیاط برخورد کرد. به‌طور مثال پاریس دارای پرجمعیت‌ترین منطقه شهری در اتحادیه اروپا است، اما تعریف دقیق محدودیت‌های اداری شهر پاریس باعث می‌شود که جمعیت بسیار کمتری در جدول نشان داده شود.

## فهرست
شهرهای پررنگ پایتخت کشورهای مربوط به خود می‌باشند.
| رتبه | شهر       | کشور      | جمعیت رسمی | تاریخ سرشماری  | منبع          | تصویر |
| ---- | --------- | --------- | ---------- | -------------- | ------------- | ----- |
| ۱    | برلین     | آلمان     | ۳٬۶۶۹٬۴۹۵  | ۳۱ دسامبر ۲۰۱۹ | [ ۱ ]         |       |
| ۲    | مادرید    | اسپانیا   | ۳٬۳۴۸٬۵۳۶  | ۱ فوریه ۲۰۲۰   | [ ۲ ]         |       |
| ۳    | رم        | ایتالیا   | ۲٬۸۵۶٬۱۳۳  | ۳۱ دسامبر ۲۰۱۸ | [ ۳ ]         |       |
| ۴    | پاریس     | فرانسه    | ۲٬۱۷۵٬۶۰۱  | ۱ ژانویه ۲۰۱۹  | [ ۴ ] [ ۵ ]   |       |
| ۵    | بخارست    | رومانی    | ۲٬۱۵۵٬۲۴۰  | ۱ ژوئیه ۲۰۲۰   | [ ۶ ]         |       |
| ۶    | وین       | اتریش     | ۱٬۹۲۴٬۱۵۸  | ۱ ژوئیه ۲۰۲۱   | [ ۷ ]         |       |
| ۷    | هامبورگ   | آلمان     | ۱٬۸۹۹٬۱۶۰  | ۳۱ دسامبر ۲۰۱۹ | [ ۸ ]         |       |
| ۸    | ورشو      | لهستان    | ۱٬۷۹۳٬۵۷۹  | ۳۰ ژوئن ۲۰۲۰   | [ ۹ ]         |       |
| ۹    | بوداپست   | مجارستان  | ۱٬۷۵۲٬۲۸۶  | ۱ ژانویه ۲۰۱۹  | [ ۱۰ ]        |       |
| ۱۰   | بارسلونا  | اسپانیا   | ۱٬۶۲۰٬۳۴۳  | ۳۱ ژانویه ۲۰۱۸ | [ ۱۱ ]        |       |
| ۱۱   | مونیخ     | آلمان     | ۱٬۵۵۸٬۳۹۵  | ۳۱ ژوئیه ۲۰۲۰  | [ ۱۲ ]        |       |
| ۱۲   | میلان     | ایتالیا   | ۱٬۴۰۴٬۲۳۹  | ۳۱ دسامبر ۲۰۱۹ | [ ۳ ]         |       |
| ۱۳   | پراگ      | جمهوری چک | ۱٬۳۲۴٬۲۷۷  | ۱ ژانویه ۲۰۲۰  | [ ۱۳ ]        |       |
| ۱۴   | صوفیه     | بلغارستان | ۱٬۲۴۱٬۶۷۵  | ۱۵ مارس ۲۰۱۸   | [ ۱۴ ]        |       |
| ۱۵   | کلن       | آلمان     | ۱٬۰۸۵٬۶۶۴  | ۳۱ دسامبر ۲۰۱۸ | [ ۱۵ ] [ ۱۶ ] |       |
| ۱۶   | استکهلم   | سوئد      | ۹۷۴٬۰۷۳    | ۳۱ دسامبر ۲۰۱۹ | [ ۱۷ ]        |       |
| ۱۷   | ناپل      | ایتالیا   | ۹۵۹٬۱۸۸    | ۳۱ دسامبر ۲۰۱۸ | [ ۳ ]         |       |
| ۱۸   | تورین     | ایتالیا   | ۸۷۵٬۶۹۸    | ۳۱ دسامبر ۲۰۱۸ | [ ۳ ]         |       |
| ۱۹   | آمستردام  | هلند      | ۸۷۳٬۲۸۹    | ۳۱ دسامبر ۲۰۲۰ | [ ۱۸ ]        |       |
| ۲۰   | مارسی     | فرانسه    | ۸۶۸٬۲۷۷    | ۱ ژانویه ۲۰۱۶  | [ ۴ ] [ ۱۹ ]  |       |
| ۲۱   | زاگرب     | کروواسی   | ۸۰۴٬۰۴۹    | ۱ ژانویه ۲۰۱۸  | [ ۲۰ ]        |       |
| ۲۲   | کپنهاگ    | دانمارک   | ۷۹۴٬۱۲۸    | ۱ ژانویه ۲۰۲۰  | [ ۲۱ ]        |       |
| ۲۳   | والنسیا   | اسپانیا   | ۷۹۱٬۴۱۳    | ۳۱ ژانویه ۲۰۱۸ | [ ۱۱ ]        |       |
| ۲۴   | کراکوف    | لهستان    | ۷۸۰٬۹۸۱    | ۳۰ ژوئن ۲۰۲۰   | [ ۲۲ ]        |       |
| ۲۵   | فرانکفورت | آلمان     | ۷۵۳٬۰۵۶    | ۳۱ دسامبر ۲۰۱۸ | [ ۲۳ ]        |       |
| ۲۶   | سویل      | اسپانیا   | ۶۸۸٬۷۱۱    | ۱ ژانویه ۲۰۱۸  | [ ۱۱ ]        |       |
| ۲۷   | ووچ       | لهستان    | ۶۷۷٬۲۸۶    | ۳۰ ژوئن ۲۰۲۰   | [ ۹ ]         |       |
| ۲۸   | زاراگوزا  | اسپانیا   | ۶۶۶٬۸۸۰    | ۱ ژانویه ۲۰۱۸  | [ ۱۱ ]        |       |
| ۲۹   | آتن       | یونان     | ۶۶۴٬۰۴۶    | ۳۱ ژانویه ۲۰۱۲ | [ ۲۴ ]        |       |
| ۳۰   | پالرمو    | ایتالیا   | ۶۶۳٬۴۰۱    | ۳۱ دسامبر ۲۰۱۸ | [ ۳ ]         |       |
| ۳۱   | هلسینکی   | فنلاند    | ۶۵۷٬۶۷۴    | ۳۱ دسامبر ۲۰۲۰ | [ ۲۵ ]        |       |
| ۳۲   | روتردام   | هلند      | ۶۵۱٬۸۷۰    | ۳۱ ژانویه ۲۰۲۰ | [ ۱۸ ]        |       |
| ۳۳   | وروتسواف  | هلند      | ۶۴۳٬۷۸۲    | ۳۰ ژوئن ۲۰۲۰   | [ ۲۶ ]        |       |
| ۳۴   | اشتوتگارت | آلمان     | ۶۳۵٬۹۱۱    | ۳۱ دسامبر ۲۰۱۹ | [ ۲۷ ]        |       |
| ۳۵   | ریگا      | لتونی     | ۶۲۷٬۴۸۷    | ۱ ژانویه ۲۰۲۰  | [ ۲۸ ]        |       |
| ۳۶   | دوسلدورف  | آلمان     | ۶۱۹٬۲۹۴    | ۳۱ دسامبر ۲۰۱۸ | [ ۱۵ ] [ ۲۹ ] |       |
| ۳۷   | ویلنیوس   | لیتوانی   | ۵۹۰٬۱۲۳    | ۱۲ مه ۲۰۲۱     | [ ۳۰ ]        |       |
| ۳۸   | لایپزیگ   | آلمان     | ۵۸۷٬۸۵۷    | ۳۱ دسامبر ۲۰۱۸ | [ ۳۱ ]        |       |
| ۳۹   | دورتموند  | آلمان     | ۵۸۷٬۰۱۰    | ۳۱ دسامبر ۲۰۱۸ | [ ۱۵ ] [ ۳۲ ] |       |
| ۴۰   | اسن       | آلمان     | ۵۸۳٬۳۹۳    | ۳۱ دسامبر ۲۰۱۷ | [ ۱۵ ] [ ۲۹ ] |       |
| ۴۱   | یوتبری    | سوئد      | ۵۷۹٬۲۸۱    | ۳۱ دسامبر ۲۰۱۹ | [ ۱۷ ]        |       |
| ۴۲   | جنوآ      | ایتالیا   | ۵۷۸٬۰۰۰    | ۳۱ دسامبر ۲۰۱۸ | [ ۳۳ ]        |       |
| ۴۳   | مالاگا    | اسپانیا   | ۵۷۱٬۰۲۶    | ۱۳ ژانویه ۲۰۱۸ | [ ۱۱ ]        |       |
| ۴۴   | برمن      | آلمان     | ۵۶۹٬۳۵۲    | ۳۱ دسامبر ۲۰۱۸ | [ ۳۴ ]        |       |
| ۴۵   | درسدن     | آلمان     | ۵۵۴٬۶۴۹    | ۳۱ دسامبر ۲۰۱۸ | [ ۳۱ ]        |       |
| ۴۶   | دوبلین    | ایرلند    | ۵۵۴٬۵۵۴    | ۲۴ آوریل ۲۰۱۶  | [ ۳۵ ]        |       |
| ۴۷   | لاهه      | هلند      | ۵۴۵٬۲۷۳    | ۳۱ ژانویه ۲۰۲۰ | [ ۱۸ ]        |       |
| ۴۸   | هانوفر    | آلمان     | ۵۳۸٬۰۶۸    | ۳۱ دسامبر ۲۰۱۸ | [ ۳۶ ]        |       |
| ۴۹   | پوزنان    | لهستان    | ۵۳۳٬۸۳۰    | ۳۰ ژوئن ۲۰۲۰   | [ ۹ ]         |       |
| ۵۰   | آنتورپ    | بلژیک     | ۵۲۵٬۹۳۵    | ۱ ژانویه ۲۰۱۹  | [ ۳۷ ]        |       |
| ۵۱   | نورنبرگ   | آلمان     | ۵۱۸٬۳۶۵    | ۳۱ دسامبر ۲۰۱۸ | [ ۳۸ ]        |       |
| ۵۲   | لیون      | فرانسه    | ۵۱۵٬۶۹۵    | ۳۱ ژانویه ۲۰۱۶ | [ ۴ ] [ ۳۹ ]  |       |
| ۵۳   | لیسبون    | پرتغال    | ۵۰۶٬۶۵۴    | ۳۱ دسامبر ۲۰۱۸ | [ ۴۰ ]        |       |